# 孟执中
孟执中（1934年12月16日—2019年12月14日），浙江诸暨人，中国气象卫星专家，中国工程院院士，“风云一号”和“风云三号”总设计师。

## 生平
- 1956年，于华南工学院电讯系毕业。
- 1958年，进入苏联科学院自动学及远动学研究所进修两年。
- 1979年起，主持第一颗“风云一号”气象卫星的研制。
- 2003年，当选中国工程院院士。[1]
- 因病于2019年12月14日在上海病逝，享年84岁[2]。